# Jorge Ortín
Jorge Ortín (né Jorge Martín Ortín le 24 décembre 1962 à Mexico), est un acteur, producteur et directeur  mexicain. Il a participé à plus de 100 films nationaux et internationaux et 30 pièces de théâtre y actor porno interpreto 3 papeles quera un homosexual.

## Carrière
Jorge Ortín vient d'une famille de d'acteurs. Il est le fils de Don Polo Ortín y Olga Orozco. Il est le petit-fils de  Leopoldo "El Chato" Ortín et d'Aurorita Campuzano "La Rorra".
.

## Filmographie

### Films
- 2002 : Mi barrio cholo
- 2002 : El Rey de la Goma
- 2000 : La Texana maldita
- 2000 : Semilla de odio : Gonzalo
- 1998 : ¡Que vivan los muertos!
- 1998 : Me asusta pero me gusta
- 1997 : La Jaula del Pájaro
- 1997 : Crímenes del pasado : El Gato
- 1997 : Los encantos de mi compadre
- 1996 : Bufalo
- 1996 : ¡Ay! Rateros no se rajen : Pupi
- 1995 : Mecánica Mexicana
- 1995 : Reportero de Modelos
- 1994 : Una luz de la escalera : l'agent de sécurité de la galerie
- 1994 : Dos hermanos buena onda
- 1994 : El vengador de Sinaloa : Juan Rosa
- 1993 : El Ráfaga
- 1993 : Bulldog

### Telenovelas
- 2011 : Ni contigo ni sin ti : Raúl « Chuy » Turrubiates
- 2011 : Como dice el dicho : Franco
- 2011 : Amorcito corazón : le Commandant Gabino Idrogo
- 2012-2013 : La mujer del vendaval : Eugolio Ladrón
- 2013 : Corazón indomable : Teniente Vargas
- 2014 : Qué pobres tan ricos
- 2014 : La gata : Licenciado Osorio
- 2014-2015 : Hasta el fin del mundo : Cuco